# Юрченко Валерій Юрійович

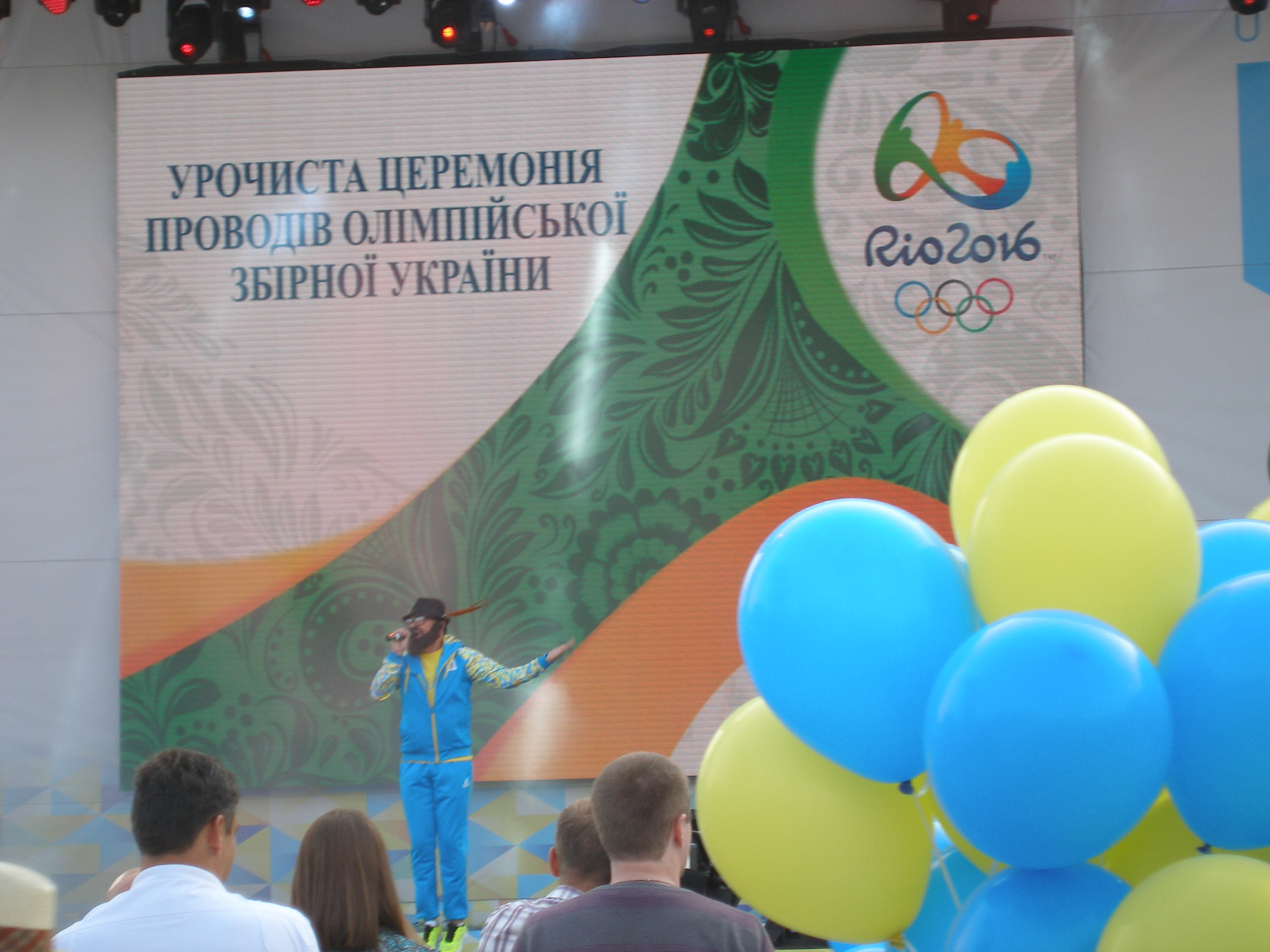
Валерій Юрченко в образі Дзідзьо на концерті церемонії проводів національної олімпійської збірної на Олімпіаду в Ріо

Юрченко Валерій Юрійович (нар. 18 серпня 1976, Баловне, УРСР) — український артист, пародист, співак.

## Життєпис
Валерій народився 18 серпня 1976 року в селі Баловне Новоодеського району Миколаївської області в родині вчителів.
В 1990 році закінчив музичну школу № 1 імені Римського-Корсакова в Миколаєві по класу баяну. В 1998 закінчив Миколаївський педагогічний інститут і військову кафедру при інституті. У тому ж році став артистом хору при Українському театрі драми і музичної комедії Миколаєва.
В 2008 році обійняв посаду начальника ансамблю пісні і танцю УМВС в Миколаївській області
В 2009 році став учасником шоу «Україна має талант», де став фіналістом. В цьому ж році підписав контракт з продюсерським центром телеканалу СТБ та переїхав до Києва. З 2009 по 2010 рік актор шоу «Велика різниця» і «Велика різниця по-українськи»
В 2015 році взяв участь в зйомках шоу «Київ Вечірній».
В 2017 році брав участь у гумористичному талант-шоу «Комік на мільйон» на телеканалі ICTV.
В 2018 році брав участь в музичному талант-шоу «X-Фактор».

### Особисте життя
В 2000 році одружився з артисткою Миколаївського театру драми і музичної комедії. У 2001 році у пари народилася дочка Софія.
В 2006 році подружжя розлучилося, виховання дочки залишилося на батька.

## Нагороди
- 2005 — 1-е місце в номінації «музична пародія» у Всеукраїнському конкурсі Запоріжжя-Ялта-Транзит;
- 2006 — 2-е місце в номінації «розмовний жанр» у Міжнародному конкурсі Москва-Ялта-Транзит;
- 2009 — фіналіст шоу «Україна має талант»;